# Óscar Rossi
Óscar Pablo Rossi (27 de julho de 1930 - 6 de setembro de 2012), apelidado de Coco, foi um ex-futebolista argentino que jogou por vários clubes de Buenos Aires e foi membro da seleção argentina na Copa do Mundo FIFA de 1962.

## Carreira

### Clubes
Nascido no bairro de Parque Patricios, em Buenos Aires, Rossi iniciou sua carreira em 1950, no Huracán, onde jogou até 1953, antes de passar um ano em 1954 com o Racing.
Após um breve período com Racing, ele retornou ao Huracán e jogou lá entre 1955 e 1959. Em 1960, mudou-se para outro clube de Buenos Aires, o San Lorenzo de Almagro. 
No San Lorenzo, ele formou uma parceria de sucesso com José Sanfilippo e disputou a Copa Libertadores de 1960, essa foi a edição inaugural da competição, onde eles foram eliminados na semifinal pelo Peñarol. Rossi ficou com San Lorenzo até 1964. 
Em 1965 e 1966, ele saiu da Argentina e foi jogar na Colômbia e no Peru no Atlético Nacional e no Sporting Cristal respectivamente.
Em 1967, ele jogou brevemente no Almagro e terminou sua carreira. 
Ele jogou um total de 287 partidas e marcou 69 gols na Primera División.
Depois de se aposentar, Rossi trabalhou brevemente como treinador e teve uma passagem como treinador em 1978 no San Miguel, que na época estava na Primera D Metropolitana.

### Seleção
O técnico Juan Carlos Lorenzo, que treinou o San Lorenzo de 1961 a 1962 antes de assumir a Seleção Argentina, convocou Rossi e outros quatro jogadores do San Lorenzo para a Copa do Mundo de 1962 no Chile. No torneio, Rossi jogou apenas na sua vitória por 1-0 contra a Bulgária. Depois de sofrer uma derrota por 3 a 1 contra a Inglaterra e um empate sem gols contra a Hungria, a equipe não conseguiu progredir no torneio.
Um ano depois, Rossi foi membro da seleção argentina, que conquistou o terceiro lugar no Campeonato Sul-Americano de 1963, atrás de Bolívia e Paraguai, com Rossi jogando em quatro dos seis jogos disputados no torneio.